# Pont de Chancy
Le pont de Chancy (également appelé pont de Pougny) est un pont routier et piéton sur le Rhône, situé à la frontière entre le canton de Genève en Suisse et le département de l'Ain en France.

## Localisation
Le pont de Chancy est le dix-septième pont le plus en aval du Rhône après sa sortie du lac Léman et le dernier sur territoire suisse. Il relie les localités de Chancy sur la rive gauche et de Pougny sur la rive droite. La frontière passe au milieu du Rhône. Les postes de douane, aujourd'hui désaffectés, sont situés de part et d'autre du pont.

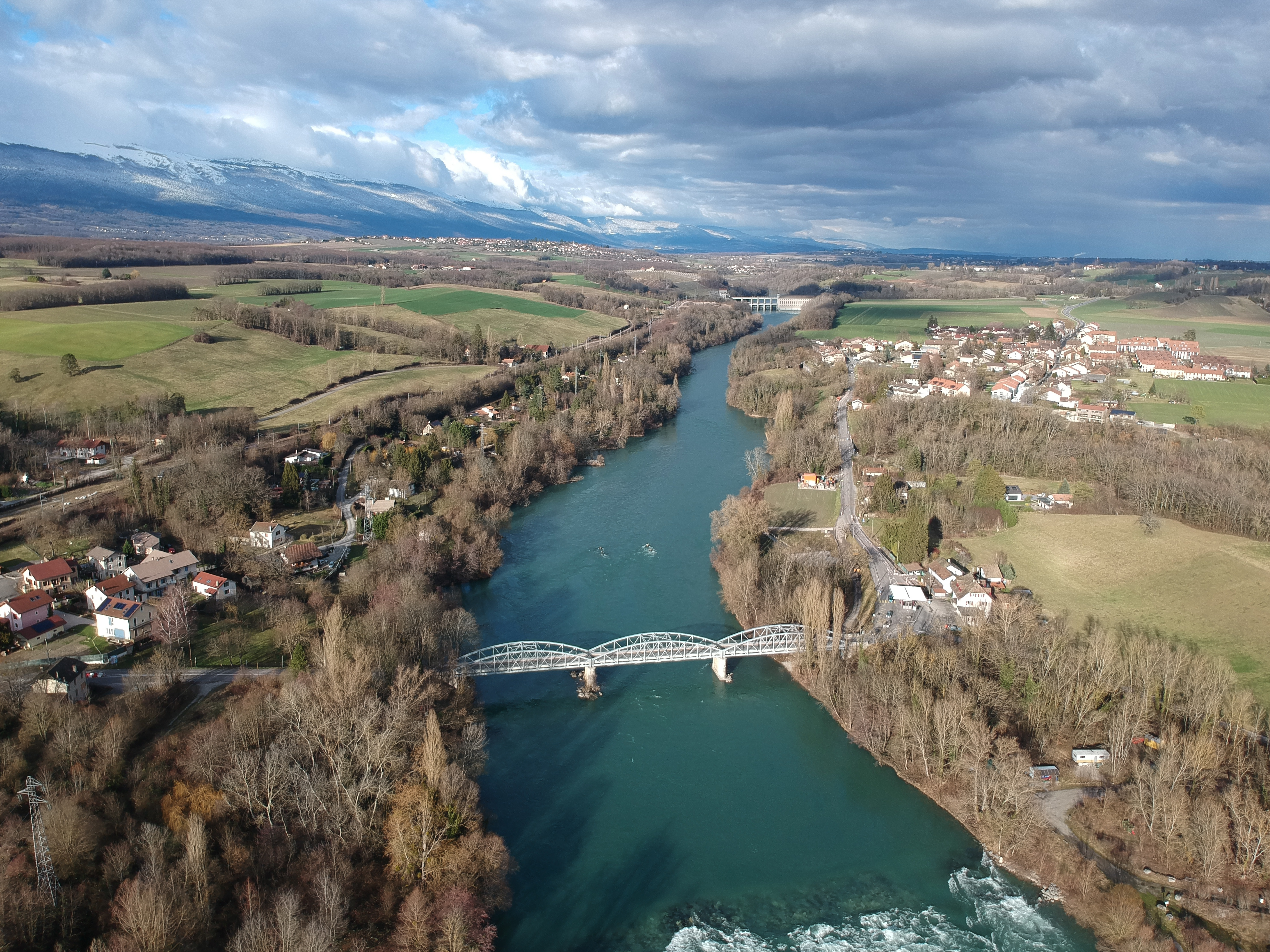
Vue aérienne du Pont de Chancy.

Une station de mesure est installée près du pont afin de surveiller la qualité de l'eau.